# Kinderdag (Japan)

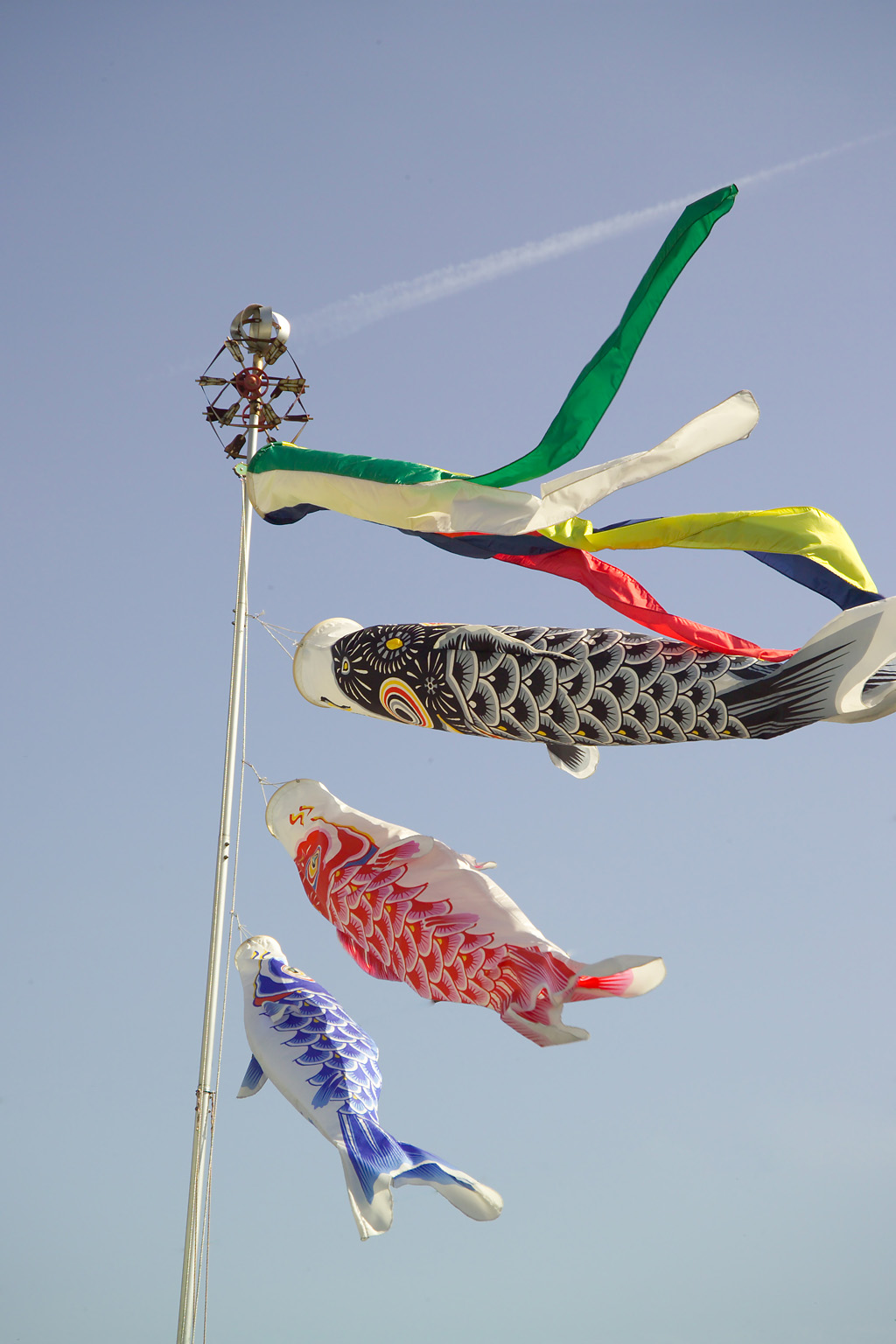
Koinobori : de zwarte karper (Magoi) bovenaan stelt de vader voor, de rode karper (Higoi) de oma, en de laatste karper de eerstgeboren zoon. Voor elke andere zoon van een gezin wordt een extra karper toegevoegd.

Kinderdag (こどもの日, Kodomo no hi) is een nationale feestdag in Japan. De dag wordt jaarlijks gehouden op 5 mei, als afsluiting van de gouden week. De dag staat geheel in het teken van de kinderen van Japan. 

## Tradities
Veel Japanse gezinnen hangen op kinderdag de karpervormige koinobori-vlaggen uit om zo de buren te laten zien dat er jongens in het gezin zijn. Deze traditie wordt wel herleid tot de gewoonte van de samoerai uit de Edoperiode om karpervormige wimpels als teken van kracht te 
Binnenshuis worden poppen in samoeraikledij en kabuto (samoeraihelmen) neergezet als wens dat de zoons opgroeien tot onbevreesde mannen.

## Geschiedenis
De dag stond oorspronkelijk bekend als Tango no Sekku (端午の節句). Sekku betekent een seizoensfestival (er zijn vijf Sekku per jaar). Tango no Sekku is het seizoensfeest van de zomer en het regenseizoen. Het is niet bekend wanneer het feest voor het eerst gevierd werd, maar mogelijk was dit tijdens de regeerperiode van keizerin Suiko (593–628). In de Naraperiode werd de dag voor Tango no Sekku vastgesteld als de vijfde dag van de vijfde maand op de maankalender of Chinese kalender. Nadat Japan overstapte op de gregoriaanse kalender werd 5 mei als dag genomen. 
Oorspronkelijk was Tango no Sekku uitsluitend voor jongens. Meisjes hadden hun eigen feestdag op 3 maart. Toen in 1948 Tango no Sekku officieel werd erkend als nationale feestdag, werden beide dagen samengevoegd tot een feest voor alle kinderen, en kreeg de dag zijn huidige benaming.